# Sergius van Radonezjkerk (Nizjni Novgorod)
De Kerk van de heilige Sergius van Radonezj (Russisch: Храм преподобного Сергия Радонежского) is een Russisch-orthodoxe kerk in de Russische stad Nizjni Novgorod. De kerk werd gebouwd in de jaren 1865 tot 1869 en gewijd aan de heilige Sergius.

## Geschiedenis
Op de plaats van de kerk stond eerder een 18e-eeuwse kerk, die tegen het midden van de 19e eeuw in staat van verval geraakte. Na toestemming van tsaar Alexander II op 11 december 1864 werd begonnen met de bouw van een nieuwe kerk in 1865. Al in 1869 werd de bouw voltooid. De klokkentoren werd in 1872 toegevoegd.
In de periode van de Sovjet-Unie werd de kerk onttrokken aan de eredienst en gebruikt als atelier voor kunstenaars.
De kerk keerde in het jaar 2003 terug naar het orthodoxe bisdom van Nizjni Novgorod. In 2006 werden er twaalf klokken in de toren geplaatst, waarvan de grootste 4000 kg weegt.
De inwijding van de kerk volgde na een restauratie, waarbij de kerk werd teruggebracht in haar oorspronkelijke staat, op 4 november 2006 door de aartsbisschop van Nizjni Novgorod en Arsamas. Bij de eerste liturgieviering na de wijding van de kerk was Dmitri Medvedev, eerste viceminister-president van de Russische regering, aanwezig.
Op 27 januari 2010 vond in de kerk een viering plaats ter ere van de heilige Nina plaats. Deze dienst werd in de Georgische taal gevierd.